# The Slim Shady LP
The Slim Shady LP je drugi studijski album ameriškega raperja Eminema, izdan 23. februarja 1999 pod Dr. Dre-jevo založbo, Aftermath Entertainment ter Web Entertainment.
Album je dosegel kritični in komercialni uspeh. Uvrstil se je na 2. mesto ameriške lesvice Billboard 200, za TLC-jevim FanMail z 283.000 izvodi, prodanih v njegovem prvem tednu. Album je od Recording Industry Association of America prejel štirikratni platinasti certifikat. Do danes je bil prodan v več kot pet milijonih izvodov v ZDA in preko devet milijoni po vsem svetu. »Just Don't Give a Fuck« je prvi in edini 'underground singl z albuma. Prvi uradni sing je bil »My Name Is«. Album je osvojil nagrado grammy za 'najboljši rap album' in Detroit Music Award za 'Izstopajoči nacionalni album' leta 2000.
Leta 2003 je bil album uvrščen na 273. mesto seznama petstotih najboljših albumov vseh časov po reviji Rolling Stone, najvišje uvrščen Eminemov album.

## Seznam skladb
| Št. | Naslov                                     | Pisec                          | Producenti            | Dolžina |
| --- | ------------------------------------------ | ------------------------------ | --------------------- | ------- |
| 1.  | „Public Service Announcement‟ (skit)       |                                |                       | 0:33    |
| 2.  | „My Name Is‟                               | Mathers, Young, Siffre         | Dr. Dre               | 4:28    |
| 3.  | „Guilty Conscience‟ (featuring Dr. Dre)    | Mathers, Young                 | Dr. Dre, Eminem       | 3:19    |
| 4.  | „Brain Damage‟                             | Mathers, Jeff Bass             | Bass Brothers, Eminem | 3:46    |
| 5.  | „Paul‟ (skit)                              |                                |                       | 0:15    |
| 6.  | „If I Had‟                                 | Mathers, J. Bass, Mark Bass    | Bass Brothers, Eminem | 4:05    |
| 7.  | „97' Bonnie & Clyde‟                       | Mathers, J. Bass, M. Bass      | Bass Brothers, Eminem | 5:16    |
| 8.  | „Bitch‟ (skit)                             |                                |                       | 0:19    |
| 9.  | „Role Model‟                               | Mathers, Young, Melvin Breeden | Dr. Dre, Mel-Man      | 3:25    |
| 10. | „Lounge‟ (skit)                            |                                |                       | 0:46    |
| 11. | „My Fault‟                                 | Mathers, J. Bass, M. Bass      | Bass Brothers, Eminem | 4:01    |
| 12. | „Ken Kaniff‟ (skit)                        |                                |                       | 1:16    |
| 13. | „Cum On Everybody‟                         | Mathers, J. Bass, M. Bass      | Bass Brothers, Eminem | 3:39    |
| 14. | „Rock Bottom‟                              | Mathers, J. Bass, M. Bass      | Bass Brothers         | 3:34    |
| 15. | „Just Don't Give a Fuck‟                   | Mathers, J. Bass, M. Bass      | Bass Brothers, Eminem | 4:02    |
| 16. | „Soap‟ (skit)                              |                                |                       | 0:34    |
| 17. | „As the World Turns‟                       | Mathers, J. Bass, M. Bass      | Bass Brothers, Eminem | 4:25    |
| 18. | „I'm Shady‟                                | Mathers, J. Bass, M. Bass      | Bass Brothers, Eminem | 3:31    |
| 19. | „Bad Meets Evil‟ (featuring Royce da 5'9") | Mathers, J. Bass, M. Bass      | Bass Brothers, Eminem | 4:13    |
| 20. | „Still Don't Give a Fuck‟                  | Mathers, J. Bass, M. Bass      | Bass Brothers, Eminem | 4:12    |

| Special edition tracks | Special edition tracks               | Special edition tracks | Special edition tracks |
| Št.                    | Naslov                               | Producenti             | Dolžina                |
| ---------------------- | ------------------------------------ | ---------------------- | ---------------------- |
| 21.                    | „Hazardous Youth‟ (Acapella version) |                        | 0:47                   |
| 22.                    | „Get You Mad‟ (featuring King Tech)  | Sway & King Tech       | 4:21                   |
| 23.                    | „Greg‟ (Acapella version)            |                        | 0:53                   |